# Приз самому агрессивному гонщику Вуэльта Испании

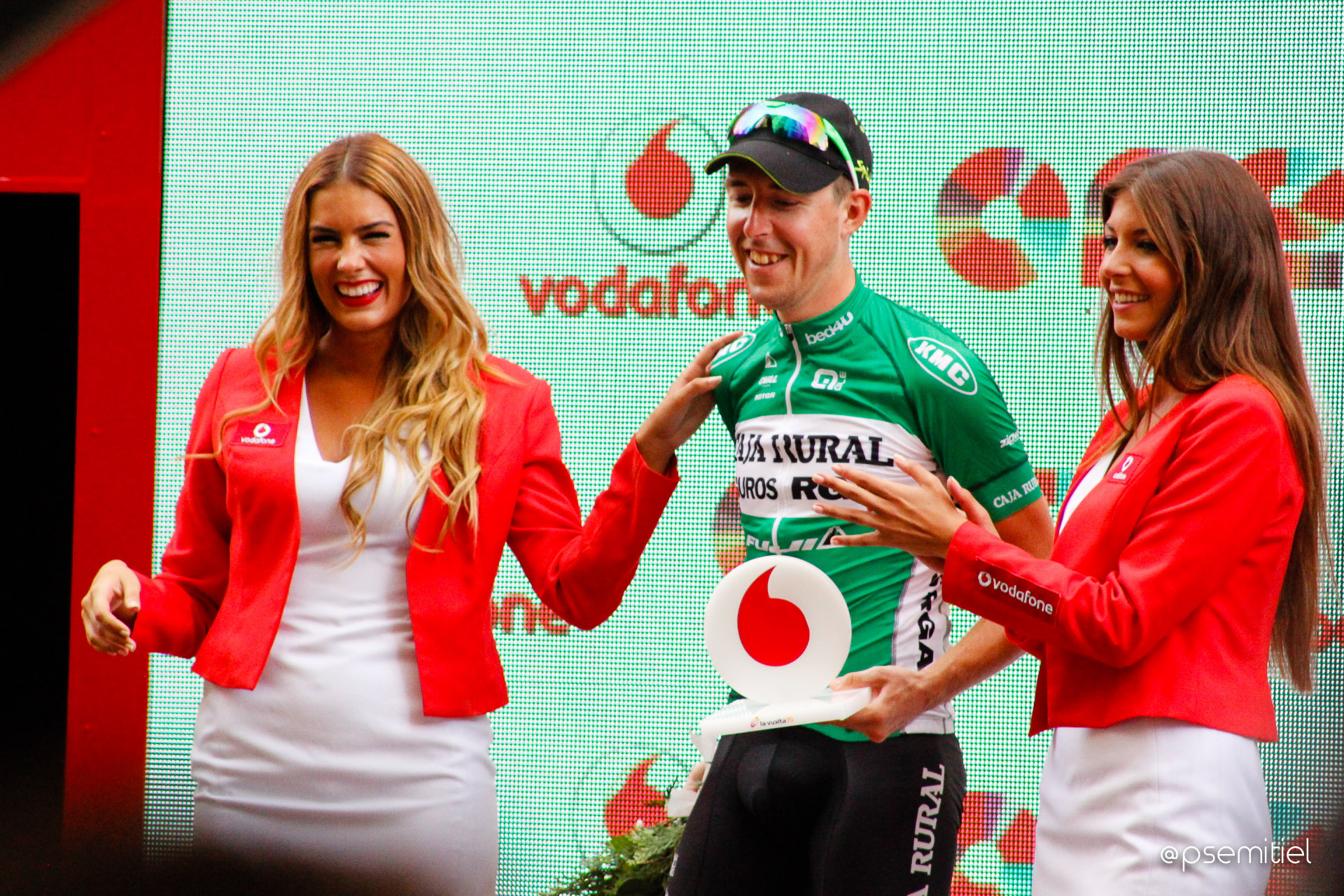
Награждение победителя данной номинации завершившегося этапа

Приз самому агрессивному гонщику Вуэльта Испании (исп. Premi de la combativitat) разыгрывается в рамках Вуэльта с 2012 года. Он присуждается самому агрессивному гонщику проявившему наибольший боевой дух и командный, атакующий стиль, храбрость, мужество. Победитель предыдущего этапа и всей классификации получает зелёный номер (исп. maillot du combiné).

## История
Данный зачёт один из самых молодых на гонке. Но у него уже есть лидер по количеству побед — испанец Альберто Контадор.
Спонсором является компания Vodafone.

## Победители

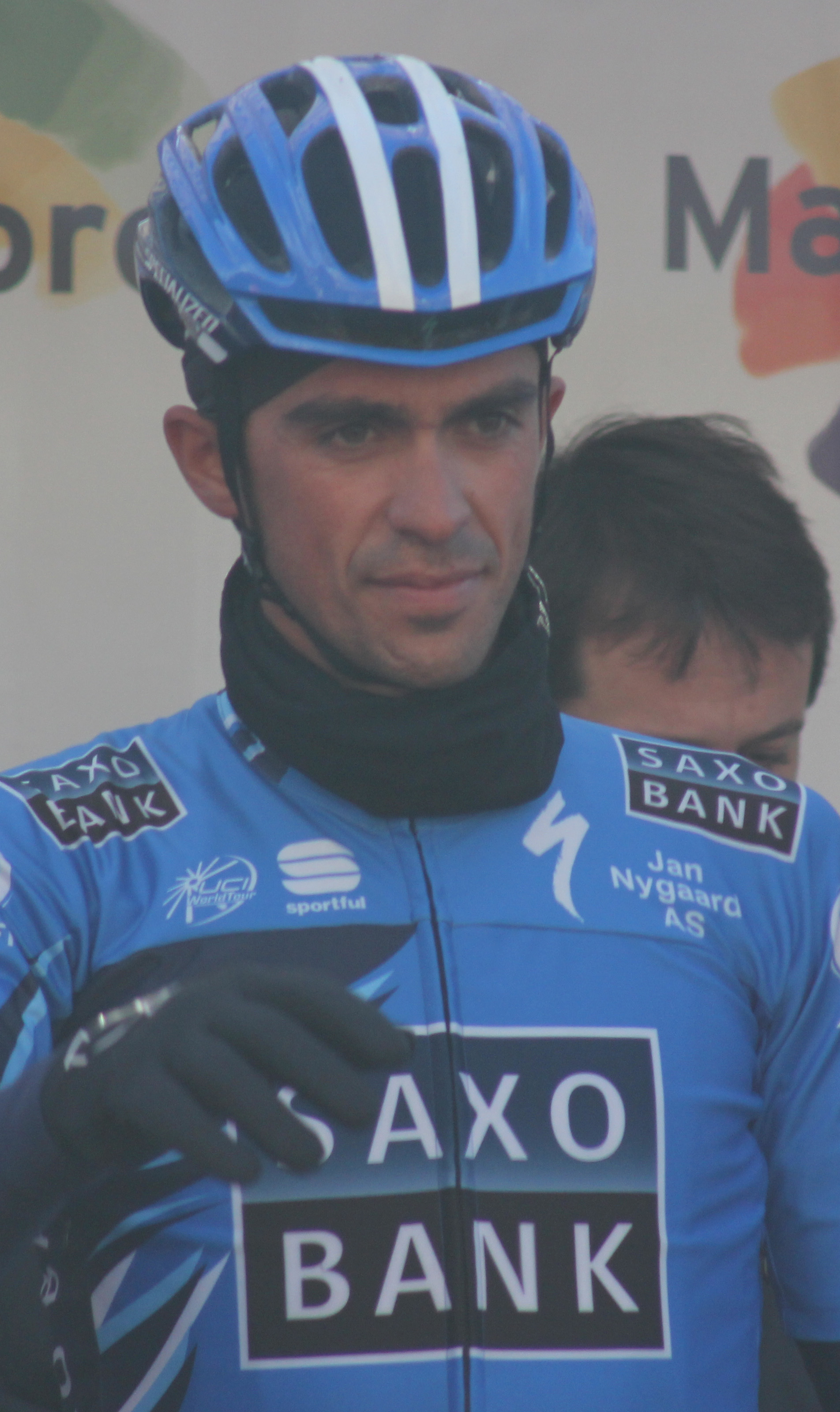
Альберто Контадор двукратный обладатель красного номера

| Год  | Спортсмен           | Команда               | Другие классификации |
| ---- | ------------------- | --------------------- | -------------------- |
| 2012 | Альберто Контадор   | Saxo Bank             | Генеральная          |
| 2013 | Хавьер Арамендиа    | Caja Rural            | —                    |
| 2014 | Крис Фрум           | Team Sky              | —                    |
| 2015 | Том Дюмулен         | Team Giant-Alpecin    | —                    |
| 2016 | Альберто Контадор   | Tinkoff               | —                    |
| 2017 | Альберто Контадор   | Trek-Segafredo        | —                    |
| 2018 | Бауке Моллема       | Trek-Segafredo        | —                    |
| 2019 | Мигель Анхель Лопес | Astana Pro Team       | —                    |
| 2020 | Реми Каванья        | Deceuninck-Quick Step | —                    |

## Рекорд побед
После Вуэльта Испании 2020

### Индивидуально
| № | Гонщик            | Страна  | Число побед | Годы             |
| - | ----------------- | ------- | ----------- | ---------------- |
| 1 | Альберто Контадор | Испания | 3           | 2012, 2016, 2017 |

### По странам
| № | Страна         | Число побед |
| - | -------------- | ----------- |
| 1 | Испания        | 4           |
| 2 | Нидерланды     | 2           |
| 3 | Великобритания | 1           |
| 3 | Колумбия       | 1           |
| 3 | Франция        | 1           |